# Podvónik №18
 De Podvónik №18 was een onderzeeër uit de Eerste Wereldoorlog. Hij werd gebouwd als een kleine onderzeeër van de Klasse UB-I in Duitsland in de Krupp Germaniawerf. De verdere afwerking gebeurde in de Oostenrijks-Hongaarse havenstad Pula.
In 1916 werd hij overgedragen aan Bulgarije en werd er de eerste onderzeeër van het land. In 1915 werd Bulgarije deel van de centrale mogendheden en de overdracht was daar een gevolg van.

## Overdracht naar de Bulgaarse Vloot

### Indienstreding
In maart 1916 werd de boot van het Duitse Maritieme Ministerie, op verzoek van Bulgarije, overgedragen aan het Koninkrijk Bulgarije. De boot opereerde reeds in deze regio en was er reeds geregistreerd als Podvónik N°18, zodoende werd er op 25 mei 1916 de Bulgaarse vlag gehesen en werd ze ingeschreven in de vloot als Podvónik N°18. Zijn basis werd Varna, meer bepaald de haven van Evsinograd. De hoofd- en reservebemanning kregen samen met een brigade van 10 technici hun opleiding in het Duitse Kiel. 

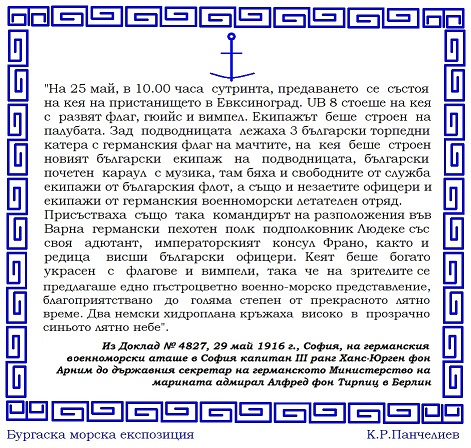
Deel uit het rapport van de overdracht

## Dienst

### Kaiserliche Marine
De onderzeeër begon haar dienst in Constantinopel als onderdeel van de onderzeese vloot die streed tegen de Russische vloot. Vanaf september 1915 werd ze gestationeerd in Varna (Evksinograd). Hier viel ze samen met een zuster-onderzeeër de Russische Vloot aan maar werd gedwongen de aanval te staken.

### Onder Bulgaarse vlag
Na haar opname in de Bulgaarse Vloot werd ze vooral ingezet patrouilleschip in de Zwarte Zee. Op 6 september 1916 glipte ze in Roemenië door mijnenvelden en gaf ze de locatie van vijandelijke troepen door. Op de terugreis stootte ze op twee Russische onderzeeërs, maar ze kon ontsnappen dankzij haar snelheid. Tot een slag kwam het niet. Deze tactiek werd door het schip met succes veelvuldig gebruikt. 
Eind 1916 was haar verschijnen genoeg om de Russische schepen te dwingen om het bombardement van Baltsjik te staken en zich terug te trekken. Ze patrouilleerde de gehele oorlog door, maar door de verminderde Russische activiteit ten gevolge van de Februarirevolutie, werden de activiteiten van het schip minder en minder.
Over het lot van de onderzeeër was lange tijd niets bekend. Men ging er van uit dat ze na de wapenstilstand ontmanteld werd in Constantinopel door Franse bezettingstroepen. 
In 2011 maakte, schout-bij-nacht Plamen Manushev, bekend dat ze in 2010 gevonden was op 30 m diepte op 20 km te zuiden van Varna. Tijdens het onderzoek werd het met behulp van foto's, inscripties en verschillende duiken zeker dat het om de Podvónik N°18 ging.